# Brattvåg
Brattvåg – wieś położona w gminie Ålesund w Norwegii, kiedyś należąca do starej gminy Haram. 1 stycznia 2020 Haram, Skodje, Sandøy i Ørskog stały się częścią gminy Ålesund. W Brattvågu znajduje się siedziba władz gminy, w roku 2020 wieś zamieszkiwało 2146 osób. 11 listopada 1911 roku uważa się za „datę powstania” miejscowości.
Na miejscu znajduje się jedna ze stoczni VARD.
Brattvåg ma swoją drużynę piłkarską, Brattvåg IL.
W miejscowości publikowana jest lokalna gazeta „Nordre”.
W Brattvågu są trzy szkoły:
- Haram Videredåande Skule (HVS)[5]
- Brattvåg ungdomsskole (BUSK)[6]
- Brattvåg barneskule[7]